# Carex abscondita
Carex abscondita es una especie de planta herbácea de la familia de las  ciperáceas.

## Descripción
Son plantas con rizomas  cortos a largos, formando mechones sueltos o grupos. Tallos vegetativos con las hojas algo más anchas que las de los tallos de floración. Tallos florales de 5-25 cm de largo, erectos y débiles, de color blanco a marrón claro en la base. Hojas más largas que los tallos. Láminas foliares de 10-30 cm de largo, basales), 2-9 mm de ancho, delgados, de color verde oscuro a verde pálido, a veces glauco, los márgenes y las venas minuciosamente ásperas o dentadas y planas. Las vainas de las hojas con la punta profundamente cóncava, la cubierta inferior de color blanco a marrón claro. Espigas 2-5 por tallo, las brácteas con forma de hoja, en su mayoría mucho más largas que la inflorescencia. La espiga estaminada de 4-12 mm de largo, sésiles o con un tallo de menos de 2 mm de largo, a menudo ocultas por las más altas 1-2 brácteas de las espigas pistiladas. Las espigas pistiladas  de 6-12 mm de largo, 2.5-3.5 mm de ancho, a menudo parcialmente oculto por las brácteas y las hojas. Fruta de 2.6-3.8 mm de largo.

## Distribución y hábitat
Dispersos a lo largo de Missouri, Indiana y Virginia, al norte localmente a lo largo de la llanura costera del Atlántico de Massachusetts). En los pantanos y los bosques de tierras bajas.

## Taxonomía
Carex abscondita fue descrita por  Kenneth Kent Mackenzie y publicado en Bulletin of the Torrey Botanical Club 37(5): 244. 1910.
Etimología
Ver: Carex
abscondita; epíteto latino  que significa "oculta".
Sinonimia
- Carex abscondita var. glauca (Chapm.) Fernald
- Carex abscondita var. rostellata Fernald
- Carex digitalis var. glauca Chapm.
- Carex magnifolia Mack.
- Carex ptychocarpa Steud.
- Carex ptychocarpa var. macrophylla L.H.Bailey[3][4]